# Helicodontium fabroniopsis
Helicodontium fabroniopsis är en bladmossart som beskrevs av C. Müller in Renauld 1898. Helicodontium fabroniopsis ingår i släktet Helicodontium och familjen Fabroniaceae. Inga underarter finns listade i Catalogue of Life.